# Laced/Unlaced

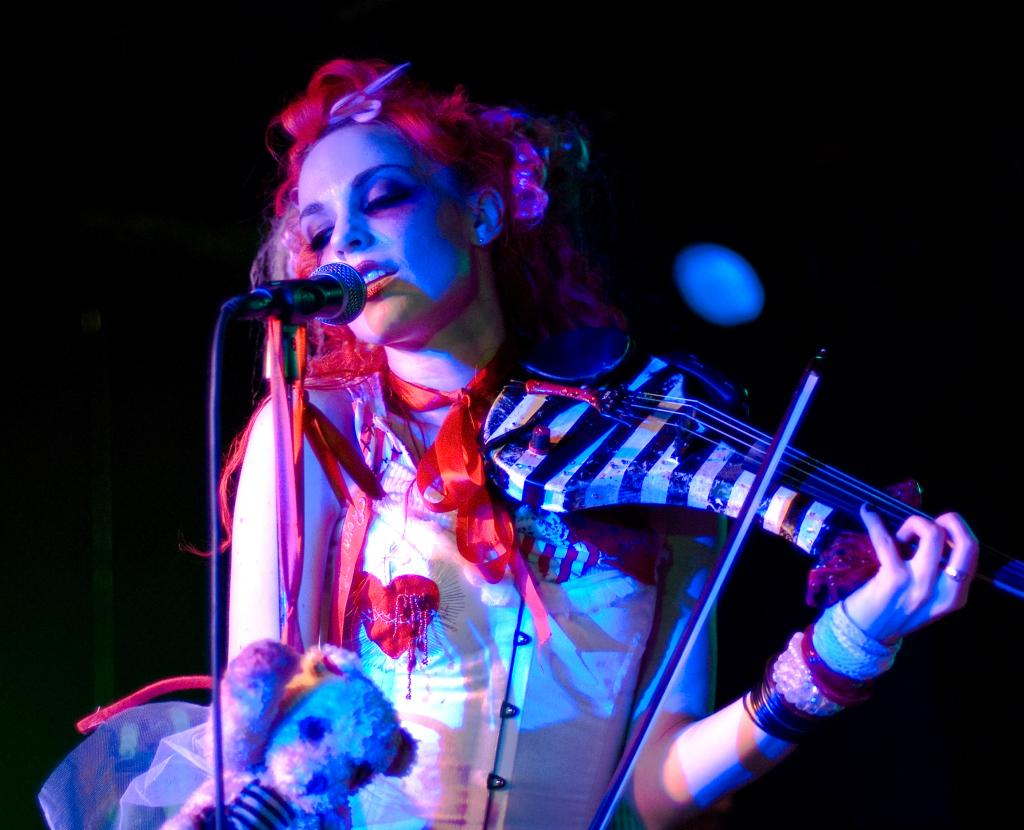
Emilie Autumn in Frankfurt, 2007

Laced/Unlaced ist das vierte Studioalbum der US-amerikanischen Musikerin Emilie Autumn. Es erschien am 9. März 2007 beim Label Trisol. Das Doppelalbum umfasst 22 instrumentale Stücke. Die erste CD Laced (engl. „geschnürt“) ist eine Wiederveröffentlichung ihres Debütalbums On a Day… mit klassischer Musik barocker Komponisten und enthält zusätzlich fünf Livetracks. Die zweite CD Unlaced (engl. „aufgeschnürt“) besteht aus selbstkomponierter elektronischer Musik, die mit Synthesizer und E‑Geige eingespielt wurde.

## Entstehung
Kurz nach der Veröffentlichung von Autumns drittem Studioalbum Opheliac Ende 2006, erschien im Januar 2007 die EP Liar/Dead Is the New Alive, mit den beiden Albentiteln „Liar“ und „Dead Is the New Alive“, sowie zahlreichen Remixes derselben. Mit dem abschließenden Track „Unlaced“ enthielt die EP jedoch auch eine Vorschau auf das für März 2007 angekündigte neue Album, auf dem der Track schließlich auch (in leicht abgewandelter Form) aufgenommen wurde.
Als Kontrast zum eigentlich neuen Album Unlaced und dessen charakteristischem, verzerrtem E-Geigen-Sound entschied Autumn ihr 1997 im Alter von 17 Jahren aufgenommenes und 2000 beim eigenen Label Traitor Records veröffentlichtes Debütalbum On a Day… als Wiederveröffentlichung noch dem Album hinzuzufügen.

“I felt that it made a nice contrast to the metal shredding fiddle album, "Unlaced", and there was really nothing I could do that was more at the polar end of things. I also loved that it was the perfect representation of "then" versus "now".”

„Ich empfand es als schönen Kontrast zum Metal-Shredding-Geigen-Album "Unlaced" und es gab wirklich nichts was ich tun konnte, was entgegensätzlicher gewesen wäre. Mir gefiel außerdem sehr, dass es die perfekte Repräsentation von "damals" gegen "heute" war.“

Das Doppelalbum erschien schließlich am 9. März 2007 als eine auf 2.000 Stück limitierte Hardcover-Ausgabe im Format DIN A5 mit einem 20-seitigen Booklet, welches neben Bildern der Künstlerin und ihrer E-Geige auch persönliche Illustrationen, wie handgeschriebene Notenblätter, Zeichnungen und Anmerkungen enthält. Nachdem diese Ausgabe ausverkauft war, wurde das Album am 15. Juni 2007 als Jewelcase-Version wiederveröffentlicht.

## Musik

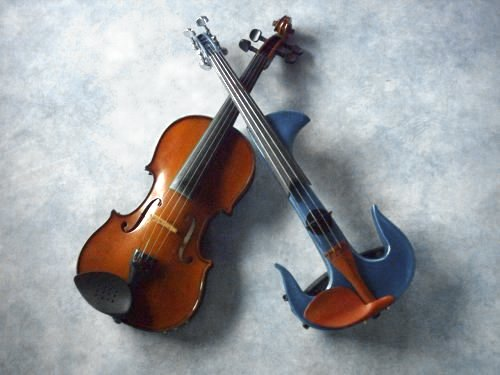
Während auf Laced eine akustische Geige (links) zum Einsatz kommt, ist die Musik auf Unlaced von einer E-Geige (rechts) geprägt.

Charakteristisch für die Musik beider Teile des Albums ist sowohl der Verzicht auf jeglichen Gesang, als auch die zentrale Bedeutung der Instrumente Geige und Cembalo, die auf Laced akustisch eingespielt wurden und auf Unlaced elektronisch verstärkt bzw. synthetisch erzeugt wurden.

### Laced
Als Wiederveröffentlichung ihres Debütalbums On a Day… spiegelt Laced Autumns frühe klassische Musikausbildung an der Geige und anderen Streichinstrumenten wider. Laced enthält neben neun Kompositionen von barocken Komponisten, wie Arcangelo Corelli, Diego Ortiz, Johann Sebastian Bach oder Jean-Marie Leclair, auch fünf selbstkomponierte Stücke, die sich musikalisch stark an Ersteren orientieren und von Autumn bereits im Alter von 17 Jahren komponiert wurden. Bei den letzten fünf als Bonustracks deklarierten Stücken handelt es sich zudem um Liveaufnahmen eines Konzertes im Jahr 1997. Autumn selbst spielt auf Laced die Barockvioline, während sie von ihren Begleitmusikern, den Parlor Rats, auf der Laute, dem Barockcello und dem Cembalo unterstützt wird.

### Unlaced
Nachdem Autumn bereits auf ihrem Album Opheliac ihren ursprünglichen Stil mit Elementen der elektronischen Musik verband, entwickelte sie diesen Stil auf Unlaced noch weiter. So wird die E-Geige nicht mehr nur als begleitendes Instrument eingesetzt, sondern ist das charakteristische Merkmal der Musik, insbesondere auch aufgrund des stark verzerrten Klanges, den Autumn durch die sonst nur bei E-Gitarren angewandte Shredding-Spieltechnik erzeugt. Die dadurch bedingte klangliche Nähe zur Metalmusik führt dazu, dass vielfach fälschlicherweise angenommen wird, die Musik sei mit einer E-Gitarre eingespielt worden. Die Künstlerin selbst spricht dabei häufig auch von ihrer „shredolin“ (Wortspiel aus engl. „shredding“ und „violin“) und bezeichnet ihre Musik als Violindustrial oder Victoriandustrial, obwohl eine Nähe zum Industrial nur bedingt vorhanden ist.
Kennzeichnend für Unlaced ist vor allem auch das fast durchgehende Zusammenspiel von Cembalo und E-Geige sowie der auf Breakbeats bzw. Drum-and-Bass-Elementen beruhende Rhythmus. Das Cembalo wurde dabei im Gegensatz zu Laced elektronisch mit einem Synthesizer simuliert und der Sound insgesamt mit verschiedenen Effektgeräten verzerrt/verändert. Einzig der letzte, als E-Geigen-Solo konzipierte Track „Face the Wall“ verzichtet auf diese Elemente und stellt zudem einen musikalischen Rückgriff auf den ersten Titel von Laced („La Folia“) dar, da verschiedene Themen daraus variiert werden.

## Rezeption
Laced/Unlaced wurde von Kritikern überwiegend positiv aufgenommen. Herausgestellt wurde hierbei insbesondere die „äußerst gelungene Komposition aus Grafik und Sound, [sowie] aus klassischer und moderner Musik“, die wie das Album zeige keine unvereinbaren Gegensätze darstellen müssen. Dies sei vor allem auch bedingt durch die herausragenden Fertigkeiten der Künstlerin im Umgang mit akustischer Geige und E-Geige. Auf Laced zeige die gekonnte Interpretation und das individuelle Arrangement der klassischen Stücke das kompositorische Talent Autumns in jungen Jahren. Das später entstandene und von Autumn im Alleingang komponierte, eingespielte und produzierte Unlaced sei trotz des fehlenden (und eigentlich für Autumns Musik charakteristischen) Gesangs einwandfrei ausgeführt und hervorragend gelungen.
Sowohl an der Musik als auch an der Gestaltung ließe sich wie schon beim vorhergehenden Album Opheliac die Vorliebe Autumns für japanische Visual-Kei- bzw. J-Rock-Bands wie Malice Mizer oder Moi dix Mois erkennen. Großen Anklang fand zudem auch die aufwendige und persönliche Gestaltung des umfangreichen Booklets, insbesondere in Form der Hardcover-Ausgabe der Limited Edition.

## Titelliste
Alle Titel wurden, sofern nicht anders angegeben, von Emilie Autumn geschrieben, eingespielt und produziert.
| Laced | Unlaced |
| --- | --- |
| 1. La Folia – 10:18 (Musik: Corelli) 2. Recercada – 1:43 (Musik: Ortiz) 3. Largo – 4:02 (Musik: Bach) 4. Allegro – 3:21 (Musik: Bach) 5. Adagio – 3:36 (Musik: Leclair) 6. Tambourin – 1:52 (Musik: Leclair) 7. Willow – 5:49 8. Revelry – 1:56 9. On a Day… – 2:30 10. Prologue (Live) – 2:07 11. Sonata for Violin & Basso Continuo (Live) – 11:45 (Musik: Lonati) 12. Chaconne (Live) – 10:24 (Musik: Vitali) 13. La Folia (Live) – 9:55 (Musik: Corelli) 14. Epilogue (Live) – 5:09 | 1. Unlaced – 3:26 2. Manic Depression – 5:25 3. Leech Jar – 4:13 4. A Strange Device – 4:16 5. A Cure? – 3:06 6. Syringe – 3:22 7. Cold – 3:02 8. Face the Wall – 6:49 |